# 정읍군 갑
정읍군 갑은 대한민국의 옛 국회의원 선거구이다. 당시 전라북도 정읍군의 일부 지역을 관할했다.

## 역사
제헌 국회의원 선거를 앞두고 정읍군의 일부 지역을 관할하는 선거구로 신설되었다. 신설 당시 정읍군 정주읍, 북면, 내장면, 입암면, 소성면, 고부면, 영원면, 덕천면, 이평면을 관할했다.
제6대 국회의원 선거를 앞두고 정읍군 갑, 을 선거구가 통합되면서 정읍군 단독 선거구를 이루게 됨에 따라 폐지되었다.

## 역대 국회의원
| 선거   | 정당 | 정당       | 의원   |
| ------ | ---- | ---------- | ------ |
| 1948년 |      | 한국민주당 | 나용균 |
| 1950년 |      | 무소속     | 신석빈 |
| 1954년 |      | 자유당     | 김창수 |
| 1958년 |      | 민주당     | 나용균 |
| 1960년 |      | 민주당     | 나용균 |

## 역대 선거 결과

### 대한민국 제헌 국회의원 선거
| 대한민국 제헌 국회의원 선거전라북도 정읍군 갑 |        |            |        |        |      |      |  |
|                                               |        |            |        |        |      |      |  |
| 후보                                          | 후보   | 정당       | 득표   | 득표율 | 당락 | 비고 |  |
|                                               | 나용균 | 한국민주당 | 무투표 | 무투표 | 당선 |      |  |
| 합계                                          | 합계   | 합계       | 0표    |        |      |      |  |

### 대한민국 제2대 국회의원 선거
|  | 39.62% |

|  | 34.77% |

|  | 13.76% |

|  | 4.59% |

|  | 2.77% |

|  | 2.28% |

|  | 2.17% |

### 대한민국 제3대 국회의원 선거
|  | 28.03% |

|  | 22.73% |

|  | 21.22% |

|  | 12.10% |

|  | 9.43% |

|  | 4.25% |

|  | 2.20% |

### 대한민국 제4대 국회의원 선거
|  | 54.24% |

|  | 45.75% |

### 대한민국 제5대 국회의원 선거
|  | 53.46% |

|  | 34.58% |

|  | 5.40% |

|  | 3.61% |

|  | 2.93% |